# 内務府
内務府（ないむふ。満洲語: ᡩᠣᡵᡤᡳ 
ᠪᠠᡳᡨᠠ 
ᠪᡝ 
ᡠᡥᡝᡵᡳ 
ᡴᠠᡩᠠᠯᠠᡵᠠ 
ᠶᠠᠮᡠᠨ、メレンドルフ式転写: dorgi baita be uheri kadalara yamun）は、清朝の政府機関の一つで、皇室および皇宮の各種事務を司った。

## 歴史
内務府の起源は満洲人の社会で早期から見られた包衣阿哈制度である。包衣（満洲語: ᠪᠣᠣᡳ、メレンドルフ式転写: booi、太清: boui）とは「家的」の満洲語音訳であり、阿哈は奴僕を意味する。合わせれば「家のしもべ」すなわち「家僕」となる。八旗制が作られた時、包衣も八旗の構成員の一部として編入され、包衣牛錄となった。やがて満洲人が清を建てて君主制が確立されると、皇帝に属する包衣牛錄の職責と地位にも変化が起き、宮廷職務を行う機構である内府となり、これが内務府の雛形となった。
清の入関後、清の皇宮の業務範囲は拡大し、内務府は一度、歴代王朝の宦官制度の影響を受けた十三衙門になった。しかし十三衙門は満洲人貴族による政治体制とは噛み合わず、清の支配が強固になると、十三衙門は新たな内務府にとってかわられた。
『欽定総管内務府現行則例』の記述によれば、
「国初設立内務府。順治十一年（1654年）裁、置十三衙門。十八年裁十三衙門、仍置内務府。」　とある。
清の中期、内務府は厳格な奏銷制度および監察制度を行っており、さらに当時の皇帝の為政もあって、政治機構は良好に運営されていた。財政管理も効率的で、康熙帝は次のように賛している：「明代の宮中では、一ヶ月で一万金以上を使っていた。今の内務府総管は一ヶ月で銀五百両か六百両しか使っていない。これに賞賜の諸物を加えても、一千金を越えることはない」
光緒31年（1905年）に欧米諸国の憲法の調査に出た政治考察大臣の一人の端方は、翌年帰国し、『請定国是以安大計折』を提出した。
その中の重要項目の一つが「明宮府之體制」であり、皇室の宮廷と国家の政府とを分離し、財政および（人的な）体制も別々にすべきとした。光緒34年（1908年）、清政府は世論を背景に、内務府の改革を決定し「経費を検証して問題ある官吏は職を免じ、満漢の境界を撤廃する」ことを発表し、日本の宮内省制度を参考にした改革を準備した。しかし、清政府の内務省改革の一連の措置は形式だけで、内務府の腐敗を実際に解決することはできなかった。宣統3年（1911年）に、度支部（戸部）は、内務府大臣と部下を予算を恣意的に操作したとして弾劾した。

## 職責
清の内務府の役割は「天子の家事」であり、宮禁（禁中）の事務を管理した。人員としては内務府の三旗「鑲黃旗、正黃旗正黄旗、正白旗」の包衣15人、旗鼓佐領18人、朝鮮佐領2人、回子佐領1人、内管領30人の包衣及び太監で構成されていた。その機構は清初の内務府と十三衙門の二つの制度の内容と特徴を兼ね備えたもので、最終的には七司三院を主幹に他に四十あまりの衙門を統轄する巨大機関を形成した。内務府は清の国家機関の中でも人数が多く、最大の機構組織で、清の統治と帝政を守る上で非常に重要な役割を果たした。

## 組織
内務府衙門は内務府堂をはじめ、七司、三院など50あまりの省庁に分かれていた。総管内務府衙門 と総称され、最高官は総管内務府大臣で特任、無定額（時価）だった。内務府総管は内務府の主官で大清律例および会典によれば、太監等は最高で正四品。清史上唯一、慈禧太后(西太后)によって引き立てられた李連英のみ正二品に達した。その下には会計などの七司を置き、職務として管理出納、財務収支、祭祀儀礼を行った。

### 内務府堂
内務府および大臣の執務所。下に月官処、督催処、銷算房、翻譯房、檔案房、本房などの事務機関を設けた。

## 宮殿監
宮殿監：領侍の一員(二品または三品または四品の花翎。皇帝、太后の好みに従う)、宮中の69所に侍した。敬事房総管と通称された。

### 七司
- 広儲司（中国語版）：外朝の戸部に相当し、その下に属する倉庫（六庫）の出納を管理する。また、他の司に所属する荘園からの金穀地租とその他の貢物を検収する。六庫、七作、二房が置かれた。
  - 六庫: 銀庫、皮庫、瓷庫、緞庫、衣庫、茶庫
  - 七作: 銀作、銅作、染作、衣作、繍作、花作、皮作
  - 二房: 帽房、裁縫房
- 都虞司：外朝の兵部に相当し、内務府に属する武官・兵丁の選任任用事務を司り、漁猟採捕などの事務を司り、東文庫、西文庫などの事務机関（機関）を設ける。
- 掌儀司：外朝の礼部に相当し、内廷の祭祀礼儀を司り、国内の宗教事務を司り、下に果房、神房、中和楽所、僧録司、道録司（中国語版）、東書房、西書房、本房などの事務机関を設ける
- 会計司：外朝の戸部や吏部に相当し、内府の金銭出納および所属する荘園田畑のことを司る。また、内廷の女官や宦官の給与も担当していた。
- 営造司：外朝の工部に相当し、 宮廷の造営・修繕の事務を司り、下に七庫、 三作を設ける。
  - 七庫：木庫、鉄庫、房庫、器庫、薪庫、炭庫、円明園薪炭庫
  - 三作: 鉄作、漆作、花砲作
- 慶豊司：内廷と上三旗に属する牛や羊の畜産事務を司る。
- 慎刑司（中国語版）：外朝の刑部に相当。三旗の刑事・裁判を司る。

### 三院
- 武備院：内廷の禁旅（近衛兵）が使う儀仗武器を所管する。その下に北鞍庫、南鞍庫、甲庫、氈庫を設ける。
- 奉宸苑（中国語版）：園囿（庭）と離宮と各地の行宮を所管する。

### 内務府の他の機関
- 三織造処（宮中御用の織物の製造所）：江寧織造、蘇州織造（蘇州織造衙門）、杭州織造
- 織染局
- 綺華館
- 打牲烏拉総管衙門（打牲烏拉所）（動植物を調達・献上する）

### 内三旗参領所および包衣各営
- 内務府三旗（中国語版）
- 内三旗参領所
- 内三旗包衣営

### その他
- 養鷹鷂処 および 内外養狗処 （鷹匠・犬匠）
- 御茶膳房（中国語版）
- 雍和宫
- 中正殿（中国語版）
- 升平署（中国語版）
- 陵寝官：盛京陵寢事務総管大臣、東陵総管大臣、西陵総管大臣
- 内三旗銀両荘頭処
- 内管領処「掌關防処」：その下に内餑餑房、外餑餑房、 酒醋房、菜庫、器皿庫、車庫、管理蘇拉車輛処
- 官三倉
- 恩豐倉
- 官房租庫
- 総理工程処
- 張家口外群牧処
- 犧牲所
- 管轄番役処
- 御鳥槍処と内火薬庫
- 円明園
- 暢春園（中国語版）
- 頤和園
- 静明園（中国語版）
- 静宜园
- 御船処
- 熱河行宫
- 湯泉行宮（中国語版）
- 盤山行宮（中国語版）
- 黄新庄行宫
- 三大殿：太和殿、中和殿、保和殿
- 寧壽宮（中国語版）
- 慈宁宫、寿康宫、慈宁宫花园の管理
- 御药房
- 文淵閣（中国語版）
- 武英殿修書処
- 御書処（中国語版）
- 養心殿造弁処（中国語版）
- 咸安宮官学（中国語版）
- 蒙古官学
- 景山官学
- 長房官学
- 弁理回人事務佐領所および回子官学（中国語版）
- 回子官学（中国語版）
- 敬事房：康熙帝の在位時に、内務府が宮廷の事務を管理し、あわせて太監の機構として敬事房が設立され、宦官が就任した。清代に始まる。

## 内務府皇商
皇商は清代だけの制度であり、籍は内務府に属していた。皇帝とその家族のために奉仕し、言わば皇室の御用商人として知られている。制度が始まったのは順治初年、清が創建された後、紫禁城に軍備物資を提供して功績を残した晋商（山西商人）の一族を招待し、官職爵位を授けて「皇商」とし、正式に内務府に籍を置き、皇室と清廷を代表して公式に国営商業を経営し、各省における皇室の資産を管理し、対外貿易を主宰した。皇商は様々な政治的・経済的な特権を与えられ、清朝の皇室の支持の下で、たとえば銅・鉄、毛皮、絹、製塩、人参、茶馬などの重要な産業を独占し、そして清国政府のために軍需品を生産し輸送した。清の皇商は、金持ちであっても貴族ではないという従来の商人とは違って、政治的地位が高く、資本を有しているだけでなく、官職も持ち、科挙に参加して功名を挙げるなど、政治的・経済的に重要な影響力を持っており、清朝の皇帝、王侯貴族、部院の大臣、地方官僚とのつながりは深いものだった。清で有名な皇商には、胤禟（康熙帝の九男）、和珅、范毓馪、江春、曹寅、李煦などがいる。中国の古典「紅楼夢」の著者である曹雪芹の祖父、曹寅がこの役職に就き、曹寅は長い間、皇室御用の絹織物を供給する江寧織造衙門の主事を務め、康熙帝の支援を受けて内務府より資金を受け取り、銅の輸送を請け負った。

## 財源
- 皇室経費：

清の規定では、戸部は毎年、銀60万両以上を皇室に支出することになっていた。さらに道光10年以降は粤海関（のちの広東税関）からの年30万両を、光緒19年には年50万両を追加し、合計で毎年140万両になった。 これは通常の交付金であり、場合により私用のために銀が用立てられた。これは陵寝（陵墓）・園林（庭園）・行宮の修繕費用、皇帝の大婚や帝万寿聖節などの行事の経費などが含まれ、戸部などから巨額の特別資金を得られ、同治帝の大婚では各機関からの総計1千万両近くが皇室に費やされた。慈禧六旬万寿慶典（西太后の60歳を祝う祭典）には約530万両が費やされた。
- 塩業からの収入：

皇帝は内務府を通じて戸部に属する塩政官に介入し、さまざまなルートを通じて塩商人から金品を取り立てて内庫を充実させた。
- 常関（中国語版）からの収入：

塩政官と同じように、常関（税関）の官吏に介入して、国税が王家の内庫に入るようになった。
- 貢品：

各省の土貢、外藩からの貢品、採辦（地方政府の買い上げ献上品）、役人からの献納など。
- その他：

没収、罰金、捐納（売官）などの収入が含まれる。
- 事業収入：

人参の販売、真珠や翡翠などの皇族が消費しきれない貴重品の販売、一種の政策基金である「生息銀両」の運用益など 。
- 議罪銀（中国語版）：

議罪銀は罪を犯した官僚が刑罰を免除するために罰銀を納める制度である。納められた銀は国庫でなく皇帝の収入となった。

## 支出
1. 帝の日常の食事や服御物のような消耗品の費用
2. 恩賞
3. 皇室の祭典。皇帝万寿、皇帝大婚など
4. 宮殿、庭園、陵墓の修繕費用
5. 巡幸の費用
6. 衙門の公費と役人の給料。